# テリ・マリー・ハリソン
テリー・マリー・ハリソン（Teri Marie Harrison、1981年2月16日 - ）は米国のアダルトモデル。ポルノ雑誌『PLAYBOY』2002年10月号のプレイメイト・オブ・ザ・マンス。

## 来歴
フロリダ州Bradentonで生まれる。父親がドイツ人で母親が日本人のハーフ。1998年に高校を卒業後、フーターズのウェイトレスなどをしていたが女友達の薦めにしたがって『PLAYBOY』誌の募集に応募。間もなく採用が決定し、1年後の2002年10月号に掲載となった。なお、ドイツ版プレイボーイでは2003年1月のプレイメイト・オブ・ザ・マンスとなっている。2004年にプレイボーイ・マンションで撮影されたPLAYBOY初の水着カレンダー『Playmates at Play at the Playboy Mansion』では、12月のカレンダーガールとして登場した。
ゲーム番組『The Price Is Right』にもモデルとして出演している。

## PLAYBOY特別版掲載
- Playboy's Playmate Review Vol. 19 2003年8月 - 70-77ページ.
- Playboy's Playmates in Bed 2003年11月 - 76-81ページ.
- Playboy's Nude Playmates 2004年4月 - 4-7ページ.

## 註
1. ↑  http://www.playboy.com/girls/playmates/directory/200210.html
2. ↑  http://www.playboy.com/girls/playmates/personal/teriharrison/photo_gallery/scrapbook/02.html
3. ↑  http://www.playboy.com/girls/playmates/personal/teriharrison/my_story/index.html